# Diamond HK36 Super Dimona
Diamond HK36 Super Dimona je družina dvosedežnih motornih jadralnih letal, ki jih je zasnoval Wolf Hoffmann in jih trenutno proizvaja avstrijski Diamond Aircraft Industries

## Specifikacije (Hoffmann H36 Dimona)
Podatki iz Sailplane Directory, Soaring and FAA Type Certificate G51EU
Splošne značilnosti
- Posadka: 1
- Število sedežev: 1 potnik
- Razpon kril: 16,0 m (52 ft 6 in)
- Površina kril: 15,24 m2 (164,0 sq ft)
- Vitkost: 16.8:1
- Aeroprofil: Wortmann FX 63-137
- Teža praznega letala: 497 kg (1.096 lb)
- Bruto teža: 770 kg (1.698 lb)
- Kapaciteta goriva: 80 L (18 imp gal; 21 U.S. gal)
- Propelerji: št. lopatic: 2 Hoffmann HO-V 62-R/L 160 T s tremi pozicijami in možnostjo nastavljanja "na nož"

Zmogljivost
- Potovalna hitrost: 182 km/h; 98 kn (113 mph)
- Neprekoračljiva hitrost: 275 km/h (171 mph; 148 kn)
- Doseg: 1.094 km; 591 nmi (680 mi)
- Jadralno število: 27:1 pri 105 km/h (65 mph)
- Hitrost padanja: 0,91 m/s (179 ft/min) pri 79 km/h (49 mph)
- Obremenitev kril: 48,56 kg/m2 (9,95 lb/sq ft)